# Monforte de Lemos
Monforte de Lemos es una ciudad y un municipio español situado en el sur de la provincia de Lugo, en la comunidad autónoma de Galicia. Es la capital de la comarca de la Tierra de Lemos  y cabeza del partido judicial que lleva su nombre.
Su término municipal tiene una superficie de 199,52 km². En el año 2023 contaba con una población de 18 234 habitantes según el INE, siendo el segundo municipio más poblado de la provincia tras Lugo. La mayoría de la población se concentra en la ciudad de Monforte de Lemos, con 15 993 habitantes, mientras que el resto se reparte entre las 26 parroquias rurales que conforman el resto del término municipal y que aglutinan un total de 301 entidades de población.
Con un origen que se remonta a la época castreña, vivió su mayor esplendor durante los siglos XVI y XVII como capital del Condado de Lemos, uno de los más importantes e influyentes de España. La llegada del ferrocarril en 1883 la convirtió en el nudo ferroviario más importante de Galicia, al bifurcarse allí la línea procedente de la Meseta hacia Vigo y La Coruña. El ferrocarril contribuyó a su desarrollo y crecimiento como ciudad, especialmente en el barrio de la Estación.
Entre sus monumentos destaca el monasterio de San Vicente del Pino, situado en el monte que da nombre a la ciudad y flanqueado por los restos del antiguo castillo, del que se conservan la torre del homenaje y murallas. También destacan el puente viejo sobre el río Cabe, conocido habitualmente como “puente romano” aun siendo de origen medieval, y el colegio de Nuestra Señora de la Antigua, que cuenta con un importante patrimonio artístico y cultural.

## Toponimia
El nombre de Monforte deriva de la expresión latina Mons Fortis, que significa «monte fuerte» y hace referencia al monte que corona la ciudad y que fue aprovechado de forma estratégica para la construcción del castillo.
La palabra Lemos tiene dos posibles orígenes. Por una parte, sería una voz de origen céltico que significa «tierra húmeda» o «tierra fértil» y parece entroncar con la raíz de la palabra gallega "lama", en español, limo. Por otra, podría hacer referencia a la tribu de los Lemavos, topónimo que haya derivado a Lemaos, Lemus y Lemos.
Hasta la reforma de la nomenclatura municipal de 1916 el municipio se llamaba simplemente Monforte. En dicha fecha su nombre fue modificado por el de Monforte de Lemos, para así diferenciarlo de otras poblaciones españolas con el mismo nombre. La capital municipal, sin embargo, continuó llamándose Monforte a secas hasta 1999.

### Gentilicio
El gentilicio de Monforte de Lemos es monfortino o monfortina, tanto en castellano como en gallego. En este último idioma también se emplea el gentilicio lemés o lemesa en referencia al apelativo de Lemos.

## Símbolos
El escudo de armas de Monforte de Lemos fue aprobado tras el preceptivo informe de la Comisión Heráldica de Galicia, por el Gobierno autonómico según Decreto 166/2002, del 25 de abril de 2002. El proceso despertó cierta controversia al contemplar inicialmente la retirada de la tau de gules, una figura heráldica asociada, entre otros, a la Orden Hospitalaria de San Antonio o San Antón, y utilizada tradicionalmente como emblema de la villa, quedando finalmente blasonado, atendiendo a esta particularidad junto a su condición histórica de fortaleza y su relación con la casa de Lemos, de la siguiente forma:

De plata, un monte de oro, sumado de una torre de los mismo, acompañada en el centro del jefe de una tau de gules y de seis bezantes de azur, en los flancos. Al timbre, la corona real cerrada
Decreto de la Junta de Galicia

Se puede observar que la Comisión Heráldica de Galicia con esta composición viola la primera regla de la heráldica. La regla de contrariedad de los esmaltes, que sostiene que nunca haya color sobre color, o metal sobre metal.

## Geografía

### Localización
El municipio de Monforte de Lemos se encuentra en el sur de la provincia de Lugo, en el interior de la comunidad autónoma de Galicia. Está situado en el valle de Lemos, en el curso del río Cabe, y tiene una superficie de 199,52 km². Sus coordenadas son 42°31′N 7°30′O / 42.517, -7.500. La capital municipal, la ciudad de Monforte de Lemos, se encuentra en el centro del término municipal, 64 kilómetros al sur de la ciudad de Lugo, capital provincial, y su altitud sobre el nivel del mar es de 298 m.
El término municipal está atravesado por la carretera N-120 entre los pK 514 y 526, además de por las carreteras autonómicas CG-2.2 y LU-546, que se dirigen hacia Lugo, y la CG-2.1, que permite la comunicación con Chantada. La carretera local LU-903 conecta con Castro Caldelas.
El término municipal limita con los siguientes municipios:
| Noroeste: Saviñao | Norte: Bóveda                         | Noreste: Puebla del Brollón |
| Oeste: Pantón     |                                       | Este: Puebla del Brollón    |
| Suroeste: Sober   | Sur: Sober y Castro Caldelas (Orense) | Sureste: Ribas de Sil       |

### Topografía
El relieve del municipio es predominantemente llano por estar dominado por el valle del río Cabe. En los límites naturales de este valle se levantan algunas sierras: Serra de Marexe (541 m) y Serra de Pedrouzos (441 m) al norte, Serra de Fornelas (531 m) al noreste, monte Monsoar (618 m) al este, Serra de Salvador (762 m) al sureste, Serra de Morade (654 m) y monte do Bidual (816 m) al sur, Serra do Freixo (671 m) al suroeste y monte de San Xoán (500 m) y Alto de Tor (578 m) al noroeste. La altitud del territorio oscila entre los 816 m (Monte do Bidual), en el límite con Sober, y los 230 m en el extremo sur a orillas del río Sil.

### Hidrografía

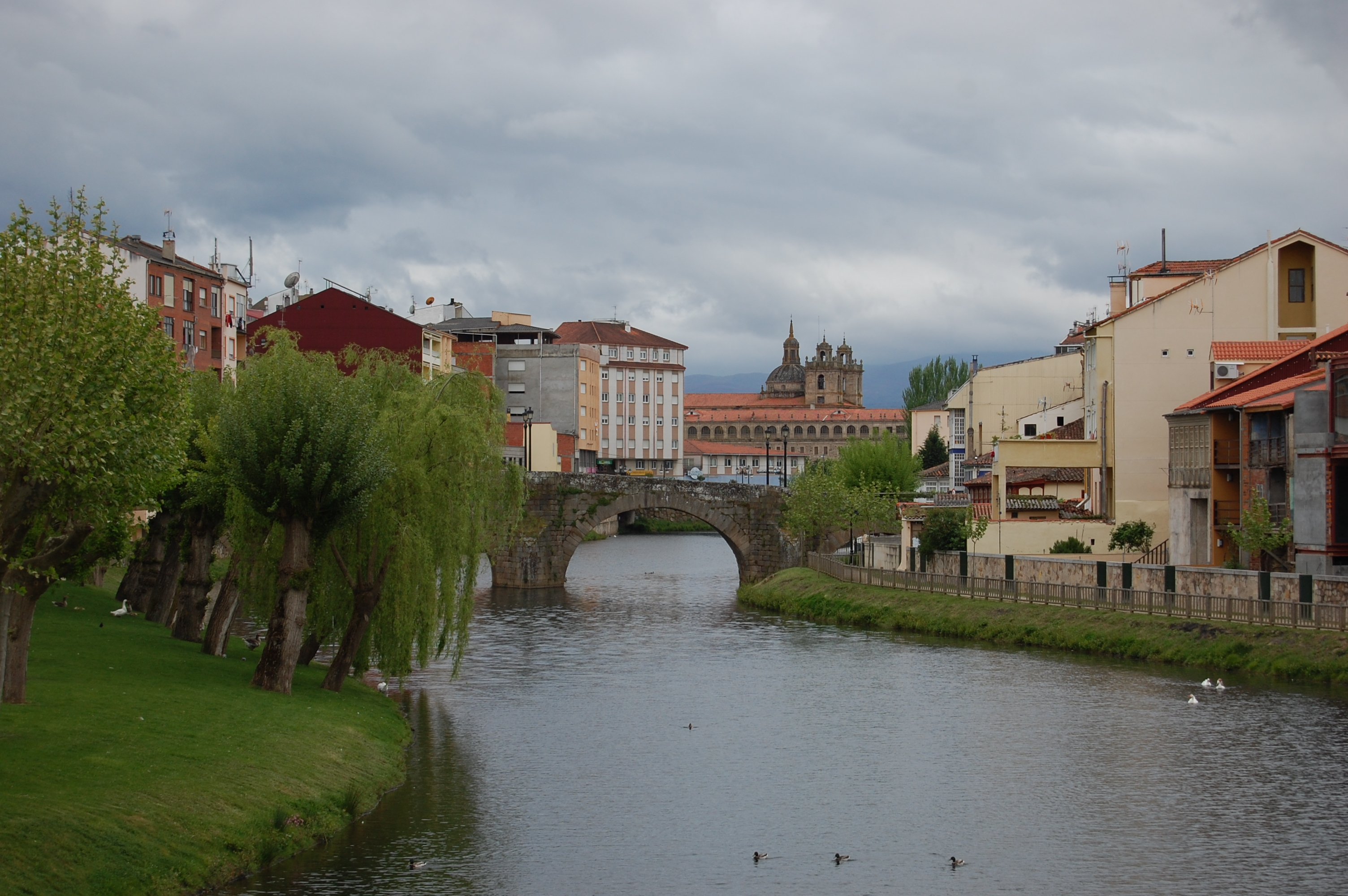
El río Cabe en el casco urbano de Monforte.

La mayor parte del municipio forma parte de la cuenca del río Cabe, afluente del Sil que cruza el municipio en dirección nordeste-suroeste, pasando por Parte, Ribasaltas, el casco urbano de Monforte, Piñeira y Distriz.
Entra en el término municipal rodeando el monte Moncai procedente de Puebla del Brollón y recibe enseguida las aguas del río Mao. En su tramo urbano recibe las aguas del río Seco y pequeños riachuelos. En el límite con el municipio de Pantón recibe las aguas del río Cinsa, el segundo río más importante del municipio, que nace en la zona norte.
La zona sur del municipio forma parte de la cuenca del río Sil, que hace de límite físico por el sur con el municipio de Castro Caldelas, en la provincia de Orense, y forma en la zona un profundo cañón. El principal curso del municipio que pertenece a esta cuenca es el río de San Xoán.

### Clima
El clima en Monforte es oceánico continental, motivado por la lejanía del mar y la protección de las sierras que hacen descender la cantidad de precipitaciones, aunque por la escasez de precipitaciones y la temperatura media anual a veces es considerado como un clima de transición al mediterráneo. El clima está caracterizado por una temperatura media anual moderada en torno a los 13,6 °C, bajas precipitaciones y oscilaciones térmicas considerables. Los inviernos son fríos y los veranos, secos y calurosos, con temperaturas que puntualmente llegan a superar los 40 grados.
Aunque las precipitaciones son suaves y regulares a lo largo del año, el máximo se produce entre los meses de noviembre a marzo, mientras que entre mayo y septiembre hay un ligero déficit hídrico. El mes más lluvioso es diciembre, con una media de 123 mm, y las heladas y las nieblas son muy frecuentes en invierno en el valle.
| Parámetros climáticos promedio de Monforte de Lemos | Parámetros climáticos promedio de Monforte de Lemos | Parámetros climáticos promedio de Monforte de Lemos | Parámetros climáticos promedio de Monforte de Lemos | Parámetros climáticos promedio de Monforte de Lemos | Parámetros climáticos promedio de Monforte de Lemos | Parámetros climáticos promedio de Monforte de Lemos | Parámetros climáticos promedio de Monforte de Lemos | Parámetros climáticos promedio de Monforte de Lemos | Parámetros climáticos promedio de Monforte de Lemos | Parámetros climáticos promedio de Monforte de Lemos | Parámetros climáticos promedio de Monforte de Lemos | Parámetros climáticos promedio de Monforte de Lemos | Parámetros climáticos promedio de Monforte de Lemos |
| Mes                                                 | Ene.                                                | Feb.                                                | Mar.                                                | Abr.                                                | May.                                                | Jun.                                                | Jul.                                                | Ago.                                                | Sep.                                                | Oct.                                                | Nov.                                                | Dic.                                                | Anual                                               |
| --------------------------------------------------- | --------------------------------------------------- | --------------------------------------------------- | --------------------------------------------------- | --------------------------------------------------- | --------------------------------------------------- | --------------------------------------------------- | --------------------------------------------------- | --------------------------------------------------- | --------------------------------------------------- | --------------------------------------------------- | --------------------------------------------------- | --------------------------------------------------- | --------------------------------------------------- |
| Temp. máx. media (°C)                               | 10.7                                                | 12.5                                                | 14.7                                                | 16.9                                                | 20.2                                                | 23.8                                                | 26.5                                                | 26.8                                                | 23.7                                                | 18.7                                                | 13.6                                                | 11.1                                                | 18.3                                                |
| Temp. media (°C)                                    | 6.8                                                 | 8.3                                                 | 10.5                                                | 12.1                                                | 15.2                                                | 18.4                                                | 20.9                                                | 21.2                                                | 18.4                                                | 14.3                                                | 9.5                                                 | 7.2                                                 | 13.6                                                |
| Temp. mín. media (°C)                               | 2.9                                                 | 4.1                                                 | 6.3                                                 | 7.3                                                 | 10.2                                                | 13.1                                                | 15.4                                                | 15.6                                                | 13.2                                                | 9.9                                                 | 5.5                                                 | 3.4                                                 | 8.9                                                 |
| Precipitación total (mm)                            | 100                                                 | 95                                                  | 93                                                  | 68                                                  | 67                                                  | 43                                                  | 22                                                  | 25                                                  | 56                                                  | 91                                                  | 109                                                 | 123                                                 | 892                                                 |
| Fuente: Climate-data.org                            |                                                     |                                                     |                                                     |                                                     |                                                     |                                                     |                                                     |                                                     |                                                     |                                                     |                                                     |                                                     |                                                     |

## Organización territorial

Parroquias de Monforte de Lemos

El municipio está formado por la ciudad de Monforte de Lemos y trescientas una entidades de población distribuidas en veintiséis parroquias:
- Baamorto (Santa María)
- Bascós (San Martiño)
- Caneda (Santa Eulalia)[15]
- Chao de Fabeiro[14] (San Román)[13][15]
- Chavaga (San Xoán)
- Distriz (San Andrés)[13][15]
- Fiolleda (San Cosme)[13][15]
- Gullade (San Acisclo)[13][15]
- Guntín (Santa Lucía)
- Marcelle (San Miguel)
- Monte[14] (Santa Mariña)
- Moreda (San Salvador)
- Nocedas[14] (San Estevo)
- Parte[14] (Santa María)
- Penela[14] (Santa María)
- Piñeira (San Martiño)
- Reigada (San Salvador)
- Ribasaltas[14] (San Pedro)
- Rozabales[14] (Santa María)[13]
- San Julián de Tor[14] (San Julián)
- Seoane (San Salvador)
- Sindrán (San Pedro)
- Tor (San Juan)[14]
- Valverde (San Pedro)
- Vid[14] (San Cibrao)
- Villamarín[14] (San Fiz)[13]

## Historia

### Prehistoria y Edad Antigua
La historia de Monforte de Lemos se remonta al Paleolítico, y sus primeros habitantes conocidos fueron los oestrimnios. En la llamada época "castrexa" o cultura de los castros, propia de las tribus célticas, la tribu que poblaba Monforte eran los Lemavos, y las primeras referencias escritas a ella datan de los historiadores romanos Plinio y Estrabón. Se cree que durante la prehistoria, Monforte, ahora valle, fue una gran laguna, y pruebas de ello se encuentran en la dura arcilla roja que se encuentra al excavar unos metros en el suelo de la ciudad. Asimismo su río, el Cabe ("Chalibes"), era ya conocido por sus propiedades ferruginosas, y muy apreciado a la hora de templar las espadas de los guerreros celtícos, que acudían de todos los confines para reconfortarse con sus excelentes propiedades.

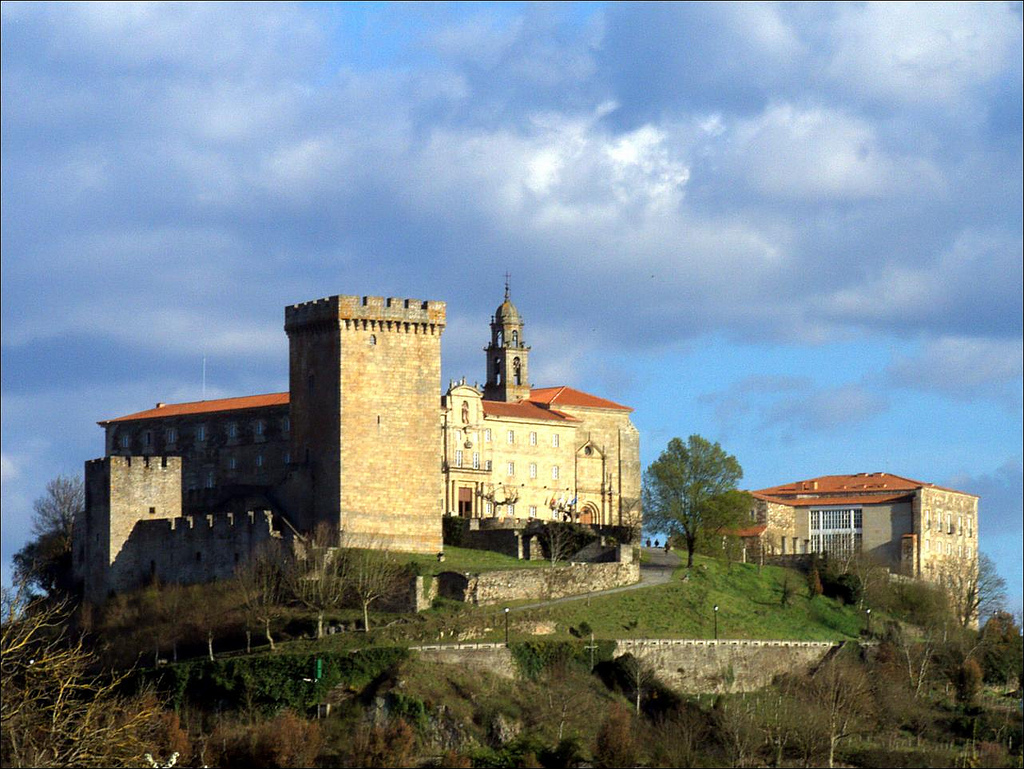
San Vicente del Pino, donde probablemente se ubicaba el Castro Dactonio.

El asentamiento de los Lemavos era el Castro Dactonio (Dactonium), cuya localización real ha sido largamente disputada aunque fuentes altomedievales apuntan a su probable localización en San Vicente del Pino, núcleo poblacional que fue el origen del actual Monforte. "Dactonium, quod dicitur pinus" (Dactonio, al que llaman del pino),dice uno de los documentos que apoyan esta versión. La teoría se ha visto recientemente reforzada ante el descubrimiento de restos de viviendas castreñas en la ladera del monte.
De los romanos, cuyo vestigio ha quedado patente en la ciudad, proviene la palabra "Monforte", del latín "Mons-Fortis". Sucesivamente, los suevos y los visigodos dejaron sus propias huellas; en época sueva las tierras de Lemos pertenecieron en gran parte al Condado Pallarense, relacionado con el lugar de Pallares, en la parroquia de Baamorto. Como vestigio de esta época se conserva un exuberante broche visigótico encontrado en dicha parroquia monfortina y conservado en el Museo Provincial de Lugo.
La población judía tuvo también gran importancia en la ciudad, contando con un barrio judío, en el cual, hasta su expulsión acometida en la Edad Media por los Reyes Católicos, residieron importantes familias de esta etnia. Entre ellos destacaron los Gaibor, familia de la cual se conserva su casa medieval, así como copiosa documentación. Así, el apellido "Lemos" de origen ibérico se relaciona también con descendientes de judíos monfortinos.

### Edad Media y Edad Moderna
Pero son la Edad Media junto con la Ilustración, dos de los períodos más relevantes en la historia de Monforte; se establece en el Monasterio de San Vicente del Pino, actualmente Parador de Turismo, la comunidad Benedictina. La fecha exacta es difícil de precisar porque los documentos que lo podían acreditar ardieron durante el siglo XIX en un espectacular incendio, que acabó también con valiosos tapices y con gran parte del palacio que flanquea al monasterio, del que sólo se conserva una parte.
Según un documento perdido del que se conservan citas anteriores, fue el 10 de abril de 1104 cuando el conde Fruela Díaz y su esposa, la condesa doña Estefanía Sánchez, mandan establecer una nueva población a los pies del Castro Dactonio, en terrenos donados por el abad del monasterio de San Vicente, dando también permiso para la celebración de ferias y mercados para el abastecimiento de la población. Sobre la base de ello los condes son considerados hoy los fundadores de la villa de Monforte de Lemos, cuya tenencia mantuvieron hasta 1111.
En el interior del monasterio, se encuentra el sepulcro de un abad al que popularmente se relacionó con la leyenda de La corona de fuego, de mucho arraigo en la localidad, y llevada a la literatura en numerosas ocasiones, y que tiene su origen en la existencia de un corredor subterráneo que comunicaba el palacio y la iglesia.
Durante la época medieval, se construyeron numerosos monasterios en la comarca, sobre todo en las riberas de los ríos Miño y Sil, en la zona conocida como Ribeira Sacra, y de la cual Monforte ostenta la capitalidad.
La torre del homenaje y la muralla fueron derruidas durante la Revuelta Irmandiña, que enfrentó al pueblo con la nobleza; los responsables, una vez sofocada la rebelión fueron forzados a reconstruir lo derruido. El Conde de Lemos se abstuvo de practicar ejecuciones a los rebeldes, castigándolos, en su lugar, a reconstruir sus derruidas fortalezas.

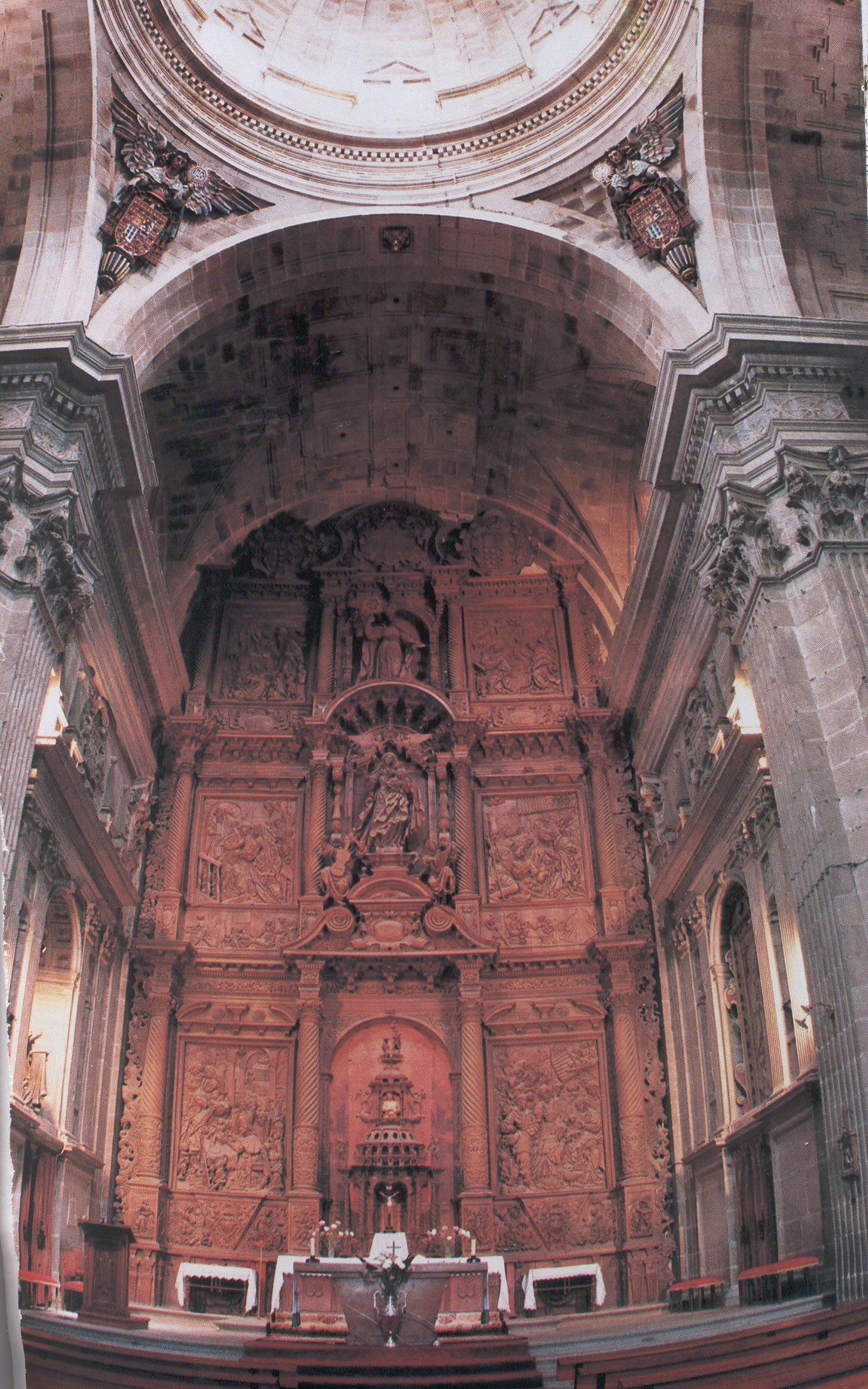
Retablo del Colegio de Nuestra Señora de La Antigua, por Francisco de Moure.

Dos de las más grandes figuras a reseñar en la historia de la ciudad, son el cardenal Rodrigo de Castro y Pedro Fernández de Castro y Andrade, séptimo conde de Lemos. El primero es conocido como gran benefactor de la ciudad, y al se le debe el colegio de Nuestra Señora de La Antigua, de estilo herreriano, uno de los grandes tesoros monumentales de Galicia; conocido como "el Escorial gallego"; su plaza adquirió el nombre de Campo de la Compañía; y la Compañía no es otra que la de Jesús, a la que el Cardenal encomendó esta fundación. Arquitectos jesuitas trazaron el edificio y maestros jesuitas regentaron el colegio hasta 1767. En la iglesia de Nuestra Señora de La Antigua se guarda, entre otras piezas, un enorme y admirado retablo esculpido por el gran maestro gallego Francisco de Moure; en él es curioso comprobar un espacio en blanco, presidiendo el conjunto, en el que debería figurar la enseña de la Compañía de Jesús, borrada tras su expulsión de España. El colegio, que cuenta con una importante pinacoteca en la que destacan varios grecos, está regentado desde entonces por los Padres Escolapios.
En cuanto a Pedro Fernández de Castro y Andrade, VII conde de Lemos, destacar que fue un ferviente impulsor de la cultura; mecenas de Cervantes, Góngora, Lope de Vega, los hermanos Argensola y Quevedo, fue definido por este último como "honra de nuestra edad" y a él está dedicada la segunda parte de El Quijote. Ocupó, asimismo, entre 1603 e 1618, los cargos de presidente del Consejo de Indias, virrey de Nápoles y presidente del Consejo Supremo de Italia; a él y a su esposa, Catalina de la Cerda y Sandoval, se le debe la fundación de importantes conventos como el de San Jacinto y Santa Clara, este último con uno de los museos de arte sacro más importantes de España.
También se recuerda el protagonismo del Conde de Lemos en las pugnas de poder entre la nobleza gallega y la monarquía, en una época que se caracterizaba por constantes fricciones.

### Edad Contemporánea

#### Ocupación Napoleónica
Monforte ocupaba una situación estratégica en el territorio gallego durante la Guerra de la Independencia Española, lo que hizo que fuera atacada tres veces por los franceses, quienes bombardeaban la población desde el cercano monte de Piñeira. Todas las escaramuzas tuvieron lugar en 1809: el 18 de enero, el 20 de abril y desde el 4 al 11 de junio.
En enero de 1809 el general inglés John Moore decidió retirar a las tropas inglesas de España por el camino de Carlos III (el Camino Real de Villafranca), yendo primero a Lugo para usar sus murallas como defensa, y luego embarcando para Inglaterra en La Coruña. Las tropas francesas, bajo el mando de los mariscales Ney y Soult, las persiguieron, llevando así la guerra a Galicia. Napier señala que, cuando perseguía al marqués de la Romana (Pedro Caro y Sureda), Soult siguió un camino que iba desde Lugo hasta la Val des Orres, pasando por Monforte. Dicho camino seguía estrechamente el camino real de Villa Franca que había seguido Moore.
José Fernández y Neira describió que, a finales de marzo, Monforte se había convertido en un centro de fabricación y distribución de armas, bajo el mando de una delegación de la Junta Superior de Galicia. También se reclutaba y equipaba a soldados. Todo ello pudo motivar a los franceses a arrasar Monforte (en la segunda escaramuza descrita aquí) y así acabar con estas actividades.

##### Junta y Batallón de Lemos
En Monforte se había constituido también una de las primeras Juntas de Defensa de Galicia, la Junta de Lemos. Debió de ser una de las más efectivas, ya que fue la que escogió Fray Cristóbal Conde cuando decidió dejar el convento y convertirse en guerrillero.
También se formó el Batallón de Lemos (o Batallón de Monforte), el cual echó a los franceses mandados por el general Marconet de la villa de Mellid. Cuenta el general Barrio en su crónica de la guerra en Galicia que el 27 de mayo ordenó que el Batallón saliese hacia Riazón para aprovisionarse de hombres, armamento y pólvora, y que fue puesto a sus órdenes por Antonio Ponce en 28 de mayo, en compañía del padre Conde.
El batallón había estado hostigando a los franceses acuartelados en Mellid a mediados de 1809, lo cual motivó al general Marconet a enviar refuerzos a la población. El Comandante Antonio Ponce tuvo noticia de que el pueblo había sido reforzado, y decidió atacarlo, acompañado del padre Conde. El 17 de junio por la noche ya atacaron y pusieron en fuga a un grupo de franceses que habían salido a buscar agua de boca. Durante la noche se dieron cuenta de que los franceses eran unos 3000 hombres, con mucha caballería, mientras que los monfortinos eran unos 800, la mitad sin fusil, y muchos de los que tenían fusil no tenían bayoneta. El batallón se acercó a la población la mañana del 19 de junio. Un grupo de tropas francesas provenientes de Barazón intentó sorprenderlos por la retaguardia, pero fueron avistados y el batallón rompió en grupos de guerrilla. Los de Lemos finalmente penetraron en los arrabales de Mellid y sostuvieron combate durante seis horas. Finalmente, los franceses se tuvieron que retirar a Lugo, perseguidos durante dos horas por los monfortinos, quien entonces volvieron atrás y tomaron Mellid. En particular, cuenta el general Barrio que el 19 de junio persiguió a los franceses hasta los alrededores de Lugo, ayudado por el batallón de Lemos, el tercero de Lobera, y los paisanos reunidos allí.

##### Primera escaramuza
El 18 de enero tuvo lugar la primera escaramuza. Las tropas francesas se habían dividido al entrar en Galicia: una parte siguió por el camino de Carlos III, mientras otra parte siguió por el curso del río Sil. Fueron seguramente estos últimos los que entraron en Monforte.

##### Segunda escaramuza
El 20 de abril de 1809 tuvo lugar la segunda escaramuza, la más sangrienta con diferencia. Las tropas de Soul y Ney salieron de Lugo y cruzaron el río Sil en persecución de las tropas del marqués de la Romana, las cuales acababan de desbandar, y Monforte estaba en su camino. Los habitantes del pueblo se enfrentaron a 6000 soldados del 6.º Ejército Francés, comandados por el mariscal Soult, en un momento en que no se encontraban en el pueblo ni el Batallón de Lemos ni el general Martinengo, el encargado de la defensa. José Fernández y Neira había llegado hace pocos días a Monforte a entregar dos sacas de correo robadas a los franceses, y pudo relatar las preparaciones de los defensores en su libro Proezas de Galicia.
Los defensores habían colocado barricadas, de manera que los franceses sólo podían entrar atravesando el río, que en esta época del año estaba crecido. El Puente Viejo, el único sobre el río Cabe, fue barricado con cubas, piedras, vigas, etc.
Carentes de todo apoyo, y armados con guadañas, hoces, hachas y otras armas, los habitantes vaciaron troncos de árboles para convertirlos en cañones en un taller improvisado en el atrio del convento de Santo Domingo (según Frutos era en el convento dominicano de San Jacinto, bajo la dirección del prior Fray Domingo Batbeito). Aunque estaban reforzados con abrazaderas de hierro, sólo resistían una docena de disparos de media, y finalmente reventaban, matando a muchos de los guerrilleros que los manejaban. El resultado fue la total aniquilación de la milicia gallega de Monforte de Lemos. Según Mariño, se colocaron dos cañones, uno "de a cuatro" en lo alto del monte San Vicente, en medio de la población, y otro en el mismo atrio de Santo Domingo. Un tercer cañón podría haber sido colocado en el Puente Viejo, por donde tenían que entrar los franceses. Este tipo de cañón se llamaron posteriormente "cañones de la paz", al ser descritos por Salustiano Portela Pazos en su libro O cañón de Pau.
El General Martinengo había sido puesto a cargo de la alerta convocada, pero salió de Monforte antes de la batalla, y aparentemente se dio a la fuga sin llegar a presentar batalla. Esto creó confusión entre los defensores, quienes, al encontrarse sin ningún líder, empezaron a darse a la desbandada sin ni siquiera recoger sus efectos personales. Según Mariño, Martinengo reunió en Monforte un grupo de tropas mal armadas y entonces cruzó al otro lado del río Sil "para unirse con las tropas del Marqués de la Romana", y por eso no estaba en Monforte cuando los franceses llegaron.
Los franceses cruzaron el río Cabe en su segunda ofensiva por medios desconocidos, y posteriormente consiguieron romper las barricadas del Puente Viejo. Los defensores habían creído que vadear el río era imposible, y fueron sorprendidos por la retaguardia, con la ruta de huida prevista completamente cortada. Los habitantes huyeron entonces a las elevaciones de alrededor de Monforte.
Los historiadores cifran las bajas por parte de los monfortinos en 400 civiles de todos los sexos y edades, muertos o desaparecidos en la batalla o después de ella. Uno de los frailes dominicanos explica la destrucción de todas las figuras religiosas y el robo del copón sagrado. También dice que los franceses "degollaron y acuchillaron" a 800 personas tras la toma del pueblo. Neira de Rey da una cifra de 1000 personas masacradas en el pueblo y sus alrededores.
El capitán de la fragata Lively, George McKinley (años después ascendido al rango de Almirante de la Armada Británica), informó al Almirantazgo Británico en los siguientes términos en relación con la Batalla de Lemos:

El 22 del último mes un destacamento del enemigo salido de Lugo hizo un ataque contra Monforte de Lemos, donde una Junta se había agrupado, como ya mencioné en mi carta del 26. El Mariscal Ney alardea en su proclamación de no haber hecho prisioneros y haber matado 1500 españoles [...] Romana está trayendo su ejército y se ha unido a los asturianos, que se hallan a 9 millas de Ferrol. Los franceses parecen estar replegándose sobre La Coruña. Los Patriotas se hallan en excelente estado de ánimo. La conducta diabólica del enemigo no ha hecho más que incrementar su ardor combativo y su determinación de expulsar al invasor.
Capitán George McKinley, HMS Lively, en la carta fechada 6 de mayo de 1809 a WW Pole

Uno de los supervivientes explicó que había estado ayudando a disparar el cañón situado en San Vicente, y que habían conseguido incluso matar a un Comandante francés. Dijo: "Lástima que sólo tuviéramos material para 39 cañonazos. Si al menos hubiéramos llegado a 40...", lo cual dio fruto a la leyenda gallega de los "39 cañonazos".
Según Napier, Soult volvió a pasar por Monforte en mayo, "por la ruta de Monforte", yendo de Orense a Lugo (es decir la ruta inversa a la que siguió en abril). No hay indicación de que hubiese ninguna escaramuza en ese momento.

##### Tercera Escaramuza
La tercera escaramuza fue entre el 4 y 11 de junio, aunque no hubo realmente ninguna batalla real. El marqués de la Romana acababa de pasar por Monforte cerca del 2 de junio, huyendo de Soult. Soult salió en su persecución con 17 000 hombres. Al pasar por Monforte, lo encontró desierto ya que los habitantes se habían retirado a las peñas de alrededor, y decidió parar allí para descansar a sus tropas y limpiar sus flancos, que estaban llenos de guerrilleros. Según Southey, Soult se vio de hecho obligado a parar debido al lamentable estado de sus hombres. Los soldados sufrieron constantes ataques guerrilleros ya que los habitantes de los valles habían sido soliviantados por el marqués mientras pasaba. Los ataques mermaron constantemente y fuertemente el número y la moral de las fuerzas francesas, mientras que los monfortinos sufrían pocas bajas. Durante su estancia, Soult ordenó acumular víveres para efectuar la marcha hacia Orense, y trasladó a los heridos a Lugo ya que no podía llevárselos consigo, con órdenes al Comandante Derroches de ir a Zamora en cuanto pudiesen. Fueron desvalijados los conventos de San Antonio y Santo Domingo, así como el Colegio del Cardenal, en el cual se alojaban las tropas.

##### Repercusiones en la guerra
Soult y Ney habían tenido muchas desavenencias y desentendidos durante la campaña. Ney se enteró entre el 8 y el 9 de junio de la prolongada parada de Soult en Monforte, haciendo a Ney sospechar que Soult le había traicionado. Ney se retiró entonces a La Coruña en lugar de seguir atacando el puente de San Payo y avanzar hasta Orense para destruir las tropas que estaban refugiadas allí, comandadas por el marqués de la Romana y por Noroña (Gaspar María de la Nava y Álvarez de Noroña, Conde de Noroña). Esta retirada salvó a las tropas españolas que quedaban en Galicia, y pudo ser uno de los momentos cruciales de la guerra.
Soult permaneció en Monforte entre el 4 y el 11 de junio (del 2 al 9 según Napier) y luego partió de nuevo en persecución del marqués de la Romana a lo largo de la frontera con Portugal. Cuando Soult se enteró de la retirada de Ney a La Coruña, la vio como una ruptura de los acuerdos a los que habían llegado anteriormente, y como un acto deliberadamente calculado para obligarle a quedarse en Galicia. También se enteró del desembarco del general inglés Wellesley en Tagu. Así pues, carcomido por la rivalidad con Ney y por las noticias de la guerra con Austria, Soult interrumpió la persecución de la Romana y se retiró a Castilla, siguiendo el curso del río Sil por no poder atravesarlo. Volvió finalmente a Zamora, a reunirse con las tropas que había dejado antes atrás y a pedir a Napoleón reaprovisionamientos y descanso para las tropas, que habían estado ocho meses seguidos en campaña en condiciones muy difíciles (siete de esos meses pasados en tierras gallegas).
Soult permaneció en Monforte entre el 4 y el 11 de junio (del 2 al 9 según Napier) y luego partió de nuevo en persecución del marqués de la Romana a lo largo de la frontera con Portugal. Cuando Soult se enteró de la retirada de Ney a La Coruña, la vio como una ruptura de los acuerdos a los que habían llegado anteriormente, y como un acto deliberadamente calculado para obligarle a quedarse en Galicia. También se enteró del desembarco del general inglés Wellesley en Tagu. Así pues, carcomido por la rivalidad con Ney y por las noticias de la guerra con Austria, Soult interrumpió la persecución de la Romana y se retiró a Castilla, siguiendo el curso del río Sil por no poder atravesarlo. Volvió finalmente a Zamora, a reunirse con las tropas que había dejado antes atrás y a pedir a Napoleón reaprovisionamientos y descanso para las tropas, que habían estado ocho meses seguidos en campaña en condiciones muy difíciles (siete de esos meses pasados en tierras gallegas).

#### Llegada del ferrocarril

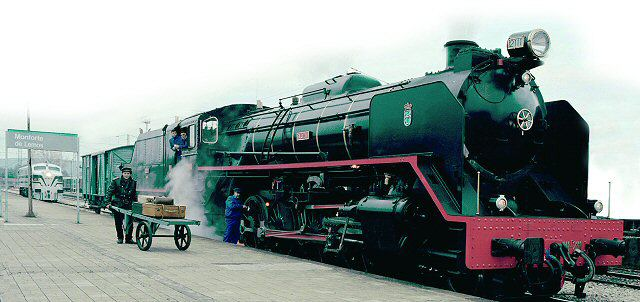
Antigua locomotora Mikado restaurada, en la estación de Monforte de Lemos.

En 1883 el rey Alfonso XII inaugura la línea férrea entre Madrid y La Coruña. Monforte se convierte en un importante nudo ferroviario y de comunicaciones, debido a su situación geográfica, como entrada natural a Galicia. Dos años más tarde, en 1885, se le otorga, por decreto real, el título de "ciudad" a Monforte, en agradecimiento por sus trabajos y esfuerzos para la llegada del ferrocarril.
Comienza una época de crecimiento social, económico y cultural, en el que la sociedad bulle, numerosas asociaciones políticas sociales y culturales, así como revistas y periódicos, aparecen en la vida monfortina. Estuvo situada en Monforte una de las Irmandades da Fala, organización con mucha relevancia en la vida cultural gallega de la época. La guerra civil dejó también su huella, y el alcalde socialista Juan Tizón Herreros, tras intentar organizar la resistencia, huyó para refugiarse en Portugal, en casa de entre otros Mário Soares, muriendo en Oporto en 1945, mientras su antecesor en el cargo, Rosendo Vila Fernández, fue asesinado por la Falange Española.
Posteriormente, el motor de la vida de Monforte, es decir su estación de ferrocarril, fue desmantelado; su nudo ferroviario, junto con el puesto de mando, fueron trasladados a Orense, mientras que la mayor parte de los talleres ferroviarios, que se consideraban los más importantes de Galicia, y entre los más importantes de España, se trasladaron a León; comenzó entonces una era de decadencia económica que dio lugar a numerosos cierres de establecimientos, pérdida de población, de servicios y empobrecimiento.

#### SigloXXI
Actualmente, la ciudad parece experimentar un tímido resurgir, producto de nuevas ideas, iniciativas y reformas, y de las ganas de personas de diversas ideologías de trabajar por la recuperación de la ciudad; ideas destinadas tanto al turismo, como es el caso de su parador, como al intento de mejorar su maltrecha industria y atraer nuevos proyectos, tales como la construcción del Puerto Seco y la instalación en la ciudad de empresas como Transfesa y Tradisa que poco a poco van llegando gracias a la ilusión de sus gentes.
Uno de los puntales de la esperanza de este resurgimiento se espera que sea la construcción de la autovía A-76 que unirá Monforte con Ponferrada y Orense, siendo una alternativa a la actual N-120. También están en marcha las obras de mejora de la línea ferroviaria entre Orense y Lugo para que la provincia pueda beneficiarse de la llegada de la alta velocidad ferroviaria a Galicia.

## Demografía
Cuenta con una población de 18 560 habitantes (INE 2024).
| Gráfica de evolución demográfica de Monforte de Lemos entre 1842 y 2021                                             |
| |
| Población de derecho según los censos de población del INE Población de hecho según los censos de población del INE |

El conjunto demográfico municipal sufrió un fuerte aumento desde 1910 hasta 1940, como resultado del crecimiento de la ciudad de Monforte, una vez convertida en un dinámico centro comercial y económico del sur de la provincia de Lugo. Este crecimiento enmascaró la pérdida de población en las zonas rurales, producto de la emigración transoceánica, muy significativa hasta la década de 1930. Entre 1930 y 1940 el proceso migratorio se detuvo por la crisis económica mundial y la inestabilidad política del momento. Desde 1940 hasta 1970 la población descendió, lentamente, en los años inmediatamente posteriores a la guerra y, de forma brusca, entre 1950 y 1960. La falta de lugares hacia donde emigrar y el desarrollo de algunas industrias en la capital del municipio explican que, entre 1970 y 1981, los efectivos demográficos aumentasen en un 37 %. Por contra, en los núcleos rurales el envejecimiento de la población y la decadencia del sector primario llevaron disminuciones generalizadas que aún se mantienen.

## Economía
Al sur del casco urbano se encuentra el polígono industrial de O Reboredo, que cuenta con una veintena de empresas de diferentes sectores. Al nordeste de la ciudad se ha construido un puerto seco, centro logístico de distribución de mercancías que por el momento no tiene actividad.

## Administración y política

### Organización municipal
El gobierno del Ayuntamiento de Monforte de Lemos se escoge por sufragio universal en elecciones celebradas cada cuatro años. El sistema D'Hondt es el método electoral que se utiliza en España para repartir los concejales de los ayuntamientos de modo aproximadamente "proporcional" a los votos obtenidos por las candidaturas.
Las últimas elecciones celebradas fueron las de mayo del 2023, en las cuales el Partido de los Socialistas de Galicia (PSdeG-PSOE) revalidó su primera mayoría absoluta, con 10 concejales sobre un total de 17. En la legislatura actual también han obtenido representación el PPdeG (4 concejales), el BNG (2 concejales) y Esperta Monforte! (1 concejal).
| Elecciones municipales del 28 de mayo de 2023 | Elecciones municipales del 28 de mayo de 2023 | Elecciones municipales del 28 de mayo de 2023 | Elecciones municipales del 28 de mayo de 2023 | Elecciones municipales del 28 de mayo de 2023 | Elecciones municipales del 28 de mayo de 2023 | Elecciones municipales del 28 de mayo de 2023 |
| --------------------------------------------- | --------------------------------------------- | --------------------------------------------- | --------------------------------------------- | --------------------------------------------- | --------------------------------------------- | --------------------------------------------- |
| Partido                                       | Partido                                       | Candidato                                     | Votos                                         | Votos                                         | Concejales                                    | Concejales                                    |
| Partido dos Socialistas de Galicia-PSOE       |                                               | José Tomé Roca                                | 4973                                          | 54,72 %                                       | 10                                            | 1                                             |
| Partido Popular de Galicia                    |                                               | Katy Varela Fernández                         | 2314                                          | 25,46 %                                       | 4                                             | 0                                             |
| Bloque Nacionalista Galego                    |                                               | Emilio Sánchez Iglesias                       | 1128                                          | 12,41 %                                       | 2                                             | 1                                             |
| Esperta Monforte!                             |                                               | Germán Vázquez Pérez                          | 530                                           | 5,83 %                                        | 1                                             | 0                                             |
| Fuente: El País.                              |                                               |                                               |                                               |                                               |                                               |                                               |

#### Alcaldes
El actual alcalde de Monforte de Lemos es José Tomé Roca, del Partido de los Socialistas de Galicia (PSdeG-PSOE), elegido por tercera vez consecutiva como alcalde en las elecciones municipales de 2023.
| Periodo   | Nombre                                                          | Partido    |
| --------- | --------------------------------------------------------------- | ---------- |
| 1979-1983 | Celestino Torres Rodríguez                                      | UCD        |
| 1983-1987 | Celestino Torres Rodríguez (1983) José Castiñeira Puente (1987) | CG         |
| 1987-1991 | Celestino Torres Rodríguez                                      | CPG        |
| 1991-1995 | Celestino Torres Rodríguez (1991) José Castiñeira Puente (1993) | CNG        |
| 1995-1999 | Nazario Pin Fernández                                           | PPdeG      |
| 1999-2003 | Nazario Pin Fernández                                           | PPdeG      |
| 2003-2007 | Severino Rodríguez Díaz                                         | BNG        |
| 2007-2011 | Severino Rodríguez Díaz                                         | BNG        |
| 2011-2015 | Severino Rodríguez Díaz                                         | BNG        |
| 2015-2019 | José Tomé Roca                                                  | PSdeG-PSOE |
| 2019-2023 | José Tomé Roca                                                  | PSdeG-PSOE |
| 2023-act. | José Tomé Roca                                                  | PSdeG-PSOE |

#### Elecciones municipales
Tras el restablecimiento de la democracia, el primer partido en gobernar en Monforte fue UCD. Entre 1983 y 1995, el ayuntamiento estuvo bajo las manos del partido nacionalista Coalición Galega, los últimos años dentro de la coalición Converxencia Nacionalista Galega.
En 1995, con Nazario Pin como candidato, el Partido Popular gana las elecciones con mayoría absoluta, que revalidaría en 1999. Ya sin mayoría ganó también en 2003, aunque Severino Rodríguez, del BNG fue investido alcalde con el apoyo de PSdeG y un edil de Iniciativa Galega. El partido nacionalista ganó también en 2007 con mayoría absoluta y en 2011, donde volvió a ser apoyado por los socialistas para gobernar en minoría.
En 2015, el PSdeG ganó las elecciones municipales por primera vez desde el restablecimiento de la democracia (antes de la guerra civil Monforte ya había tenido alcaldes socialistas, como Juan Tizón Herreros durante la II República). José Tomé fue investido alcalde, gobernando en minoría. En 2019 revalidó su victoria, esta vez con una amplia mayoría absoluta que también repitió en 2023.
| Resultados de las elecciones municipales en Monforte de Lemos | Resultados de las elecciones municipales en Monforte de Lemos | Resultados de las elecciones municipales en Monforte de Lemos | Resultados de las elecciones municipales en Monforte de Lemos | Resultados de las elecciones municipales en Monforte de Lemos | Resultados de las elecciones municipales en Monforte de Lemos | Resultados de las elecciones municipales en Monforte de Lemos | Resultados de las elecciones municipales en Monforte de Lemos | Resultados de las elecciones municipales en Monforte de Lemos | Resultados de las elecciones municipales en Monforte de Lemos | Resultados de las elecciones municipales en Monforte de Lemos | Resultados de las elecciones municipales en Monforte de Lemos | Resultados de las elecciones municipales en Monforte de Lemos | Resultados de las elecciones municipales en Monforte de Lemos |
| Partido                                                       | Partido                                                       | 1979                                                          | 1983                                                          | 1987                                                          | 1991                                                          | 1995                                                          | 1999                                                          | 2003                                                          | 2007                                                          | 2011                                                          | 2015                                                          | 2019                                                          | 2023                                                          |
| ------------------------------------------------------------- | ------------------------------------------------------------- | ------------------------------------------------------------- | ------------------------------------------------------------- | ------------------------------------------------------------- | ------------------------------------------------------------- | ------------------------------------------------------------- | ------------------------------------------------------------- | ------------------------------------------------------------- | ------------------------------------------------------------- | ------------------------------------------------------------- | ------------------------------------------------------------- | ------------------------------------------------------------- | ------------------------------------------------------------- |
| PSdeG-PSOE                                                    |                                                               | 5                                                             | 4                                                             | 4                                                             | 2                                                             | 3                                                             | 3                                                             | 3                                                             | 4                                                             | 4                                                             | 6                                                             | 11                                                            | 10                                                            |
| CD / CP / AP / PPdeG                                          |                                                               | 4                                                             | 3                                                             | 5                                                             | 7                                                             | 12                                                            | 9                                                             | 6                                                             | 4                                                             | 6                                                             | 5                                                             | 4                                                             | 4                                                             |
| BN-PG / BNG                                                   |                                                               | 3                                                             |                                                               | 1                                                             | 2                                                             | 2                                                             | 2                                                             | 5                                                             | 9                                                             | 7                                                             | 5                                                             | 1                                                             | 2                                                             |
| Esperta Monforte!                                             |                                                               |                                                               |                                                               |                                                               |                                                               |                                                               |                                                               |                                                               |                                                               |                                                               | 1                                                             | 1                                                             | 1                                                             |
| InGa                                                          |                                                               |                                                               |                                                               |                                                               |                                                               |                                                               |                                                               | 3                                                             |                                                               |                                                               |                                                               |                                                               |                                                               |
| PG-CIGA / CPG / CNG                                           |                                                               |                                                               | 13                                                            | 8                                                             | 9                                                             | 4                                                             | 3                                                             |                                                               |                                                               |                                                               |                                                               |                                                               |                                                               |
| PSG-EG                                                        |                                                               |                                                               |                                                               |                                                               | 1                                                             |                                                               |                                                               |                                                               |                                                               |                                                               |                                                               |                                                               |                                                               |
| UCD / CDS                                                     |                                                               | 8                                                             |                                                               | 2                                                             |                                                               |                                                               |                                                               |                                                               |                                                               |                                                               |                                                               |                                                               |                                                               |
| Independientes                                                |                                                               |                                                               | 1                                                             | 1                                                             |                                                               |                                                               |                                                               |                                                               |                                                               |                                                               |                                                               |                                                               |                                                               |
| UG                                                            |                                                               | 2                                                             |                                                               |                                                               |                                                               |                                                               |                                                               |                                                               |                                                               |                                                               |                                                               |                                                               |                                                               |
| Total                                                         | Total                                                         | 21                                                            | 21                                                            | 21                                                            | 21                                                            | 21                                                            | 17                                                            | 17                                                            | 17                                                            | 17                                                            | 17                                                            | 17                                                            | 17                                                            |

### Organización judicial
Monforte de Lemos es la cabeza del partido judicial número 5 de la provincia de Lugo, cuya demarcación comprende, además del municipio de Monforte, al resto de municipios de las comarcas de Tierra de Lemos y Quiroga. La ciudad es sede de dos Juzgados de Primera Instancia e Instrucción.

### Evolución de la deuda viva
El concepto de deuda viva contempla sólo las deudas con cajas y bancos relativas a créditos financieros, valores de renta fija y préstamos o créditos transferidos a terceros, excluyéndose, por tanto, la deuda comercial.
| Gráfica de evolución de la deuda viva del ayuntamiento entre 2008 y 2014                             |
| |
| Deuda viva del ayuntamiento en miles de Euros según datos del Ministerio de Hacienda y Ad. Públicas. |

La deuda viva municipal por habitante en 2014 ascendía a 90,06 €.

## Servicios

### Educación

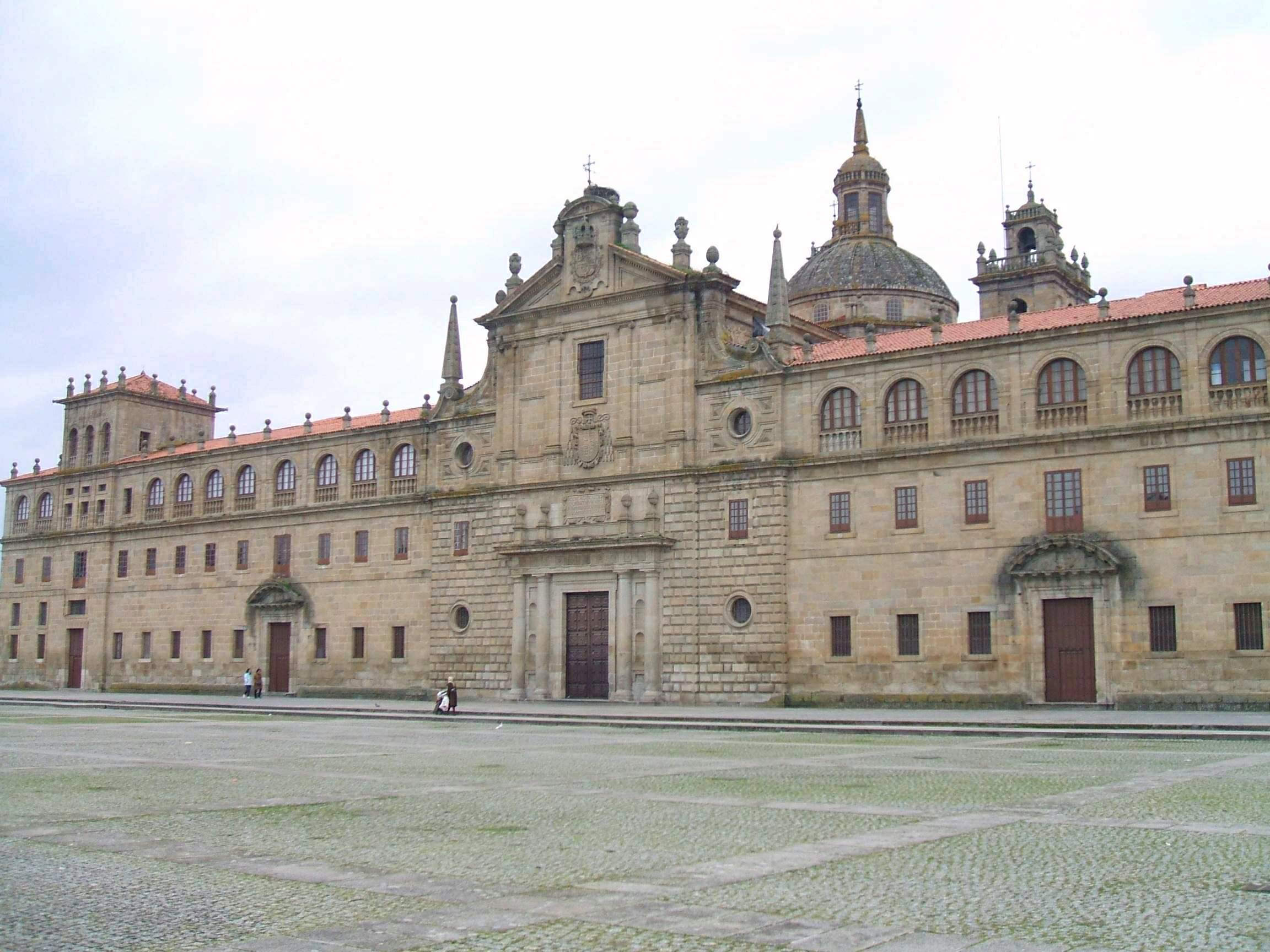
Colegio de Nuestra Señora de la Antigua, que alberga el Colegio de los Escolapios, en el Campo de la Compañía.

Monforte de Lemos cuenta con varios centros educativos públicos, gestionados por la Consejería de Educación, Cultura y Ordenación Universitaria de la Junta de Galicia. Hay dos colegios de Educación Infantil y Primaria, el Colexio Público A Gándara y el CEIP Colexio Novo; y tres institutos, el IES A Pinguela, el IES Daviña Rey y el IES Río Cabe.
También hay tres centros privados, el colegio de los Padres Escolapios, el Colexio Ferroviario y la Fundación Educativa Torre de Lemos; un centro de educación especial, el CEE Infanta Elena; y un centro de atención a personas con discapacidad intelectual, la Asociación PRODEME.
La oferta educativa se completa con varios centros municipales como son el Conservatorio profesional de música Mestre Ibáñez, la escuela municipal de música y danza y los grupos municipales de música y danza. Además, hay una aula universitaria de la Universidad Nacional de Educación a Distancia (UNED) y una Escuela Oficial de Idiomas.

### Sanidad
El principal centro médico del municipio es el Hospital Comarcal de Monforte, inaugurado en 1986 y que presta servicio a una población de referencia de más de 40 000 habitantes de las comarcas de Chantada, Quiroga y Tierra de Lemos. También hay un centro de salud. Ambos son gestionados por el Servicio Gallego de Salud (SERGAS).
También hay una Unidad Asistencial de Drogodependencias, que inició su actividad en 1987. Depende orgánicamente del Ayuntamiento de Monforte y funcionalmente de la Consejería de Sanidad.

### Seguridad
En Monforte prestan servicio tres cuerpos de policía: la policía local, la Policía Nacional, con comisaría en el centro, y la Guardia Civil, con cuartel en el barrio de la Estación. Por otro lado, la ciudad cuenta con un cuerpo voluntario de Protección Civil.

### Transporte y comunicaciones
Monforte de Lemos es un importante nudo de comunicaciones, situado en un cruce de caminos entre Orense, Lugo y Ponferrada. Se encuentra a 48 km de Orense, a 66 km de Lugo, a 112 km de Ponferrada, a 118 km de Santiago de Compostela, a 144 km de Vigo, a 159 km de La Coruña y a 502 km de Madrid.

#### Carreteras
Entre las carreteras destaca la N-120, que une el municipio con Orense hacia el suroeste y con El Barco de Valdeorras y Ponferrada hacia el este. Está previsto que en un futuro se construya la autovía A-76 siguiendo el mismo recorrido. Hacia el norte, la principal vía es el corredor CG-2.2 que une la capital municipal con Sarria y Lugo y que fue inaugurado en 2015. Hasta entonces, la principal vía hacia la capital provincial era la carretera LU-546. Hacia el oeste, el corredor CG-2.1 y posteriormente la carretera PO-533 unen Monforte con Chantada y Lalín.
Otras carreteras secundarias son la N-120a que llega a Ferreira de Pantón, la LU-617 que une Monforte con Escairón, la LU-903 a Castro Caldelas, y la LU-933 que llega a Puebla del Brollón.
| Denominación | Itinerario                                                               |
| ------------ | ------------------------------------------------------------------------ |
| N-120        | Vigo - A-52 Orense - Monforte - A-6 Ponferrada - León - Burgos - Logroño |
| CG-2.1       | Monforte - Escairón - Chantada - PO-533 Lalín                            |
| CG-2.2       | Monforte - Sarria - A-6 A-54 Lugo                                        |
| VG-2.1       | CG-2.1 - LU-617                                                          |
| LU-545       | LU-933 - Puerto Seco                                                     |
| LU-546       | Monforte - Bóveda - Sarria - Puebla de San Julián - Lugo                 |
| LU-664       | Circunvalación oeste de Monforte LU-546 - N-120a                         |
| N-120a       | Monforte - Ferreira de Pantón                                            |
| LU-617       | Monforte - Escairón                                                      |
| LU-903       | Monforte - Castro Caldelas                                               |
| LU-933       | Monforte - Puebla del Brollón - Quiroga                                  |

#### Ferrocarril

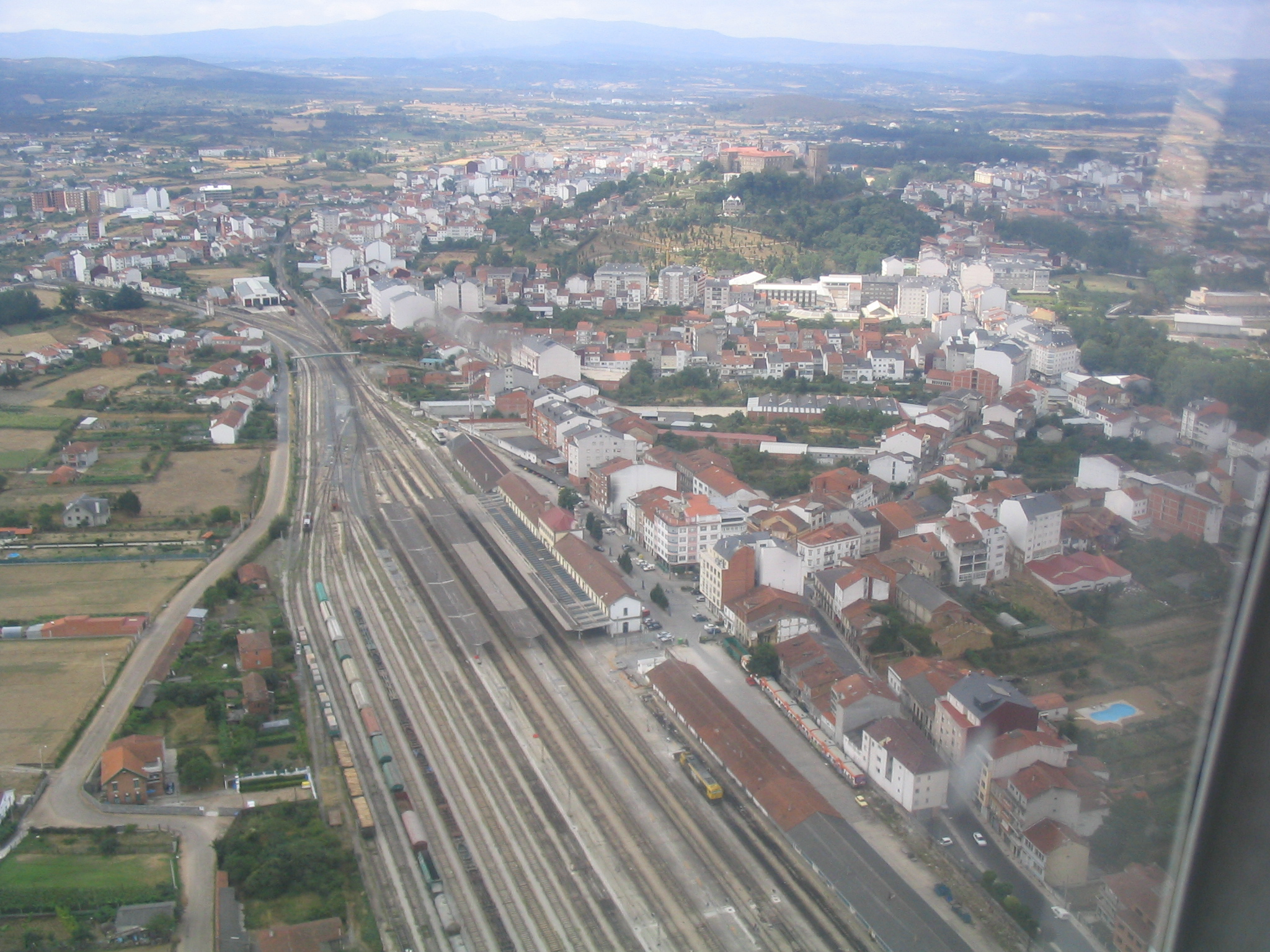
Vista aérea de la estación de Monforte de Lemos.

Monforte también es un importante nudo ferroviario, el principal del noroeste de la península ibérica hasta finales del siglo XX. En la estación de Monforte de Lemos, situada al nordeste del centro urbano, confluyen las líneas León-La Coruña y Monforte-Redondela, siendo un punto de distribución del tráfico procedente de la Meseta hacia La Coruña y Vigo.
Tiene conexiones directas de larga distancia a Barcelona y Madrid, operadas por Renfe con trenes Alvia, con parada en otras capitales de provincia como Burgos, León, Lérida, Palencia, Pamplona, Segovia, Tarragona, Valladolid, Vitoria, Zamora o Zaragoza. También dispone de servicios de Media Distancia a las principales ciudades y villas gallegas, como La Coruña, Lugo, Orense o Vigo, además de Ponferrada.

#### Autobuses
Monforte cuenta con una estación de autobuses interurbanos, situada en la rúa de San Pedro, con destinos como Lugo y Santiago de Compostela.
También existe una línea de autobús urbano que une Ribasaltas con el cementerio municipal pasando por los principales lugares de Monforte, como la estación de tren, la estación de autobuses, el ayuntamiento, el ambulatorio, el hospital o el centro urbano. Circula entre las 8 de la mañana y las 8 de la tarde. Desde febrero de 2020 es gratuito, geolocalizable y accesible para pasajeros en silla de ruedas.

#### Taxi
Monforte de Lemos también cuenta con un servicio de taxis con dos paradas principales, una en el centro, en la avenida de Galicia entre las calles Cardenal y Roberto Baamonde, y otra en la plaza de la estación de tren.

## Monumentos y lugares de interés
Monasterio de San Vicente del Pino

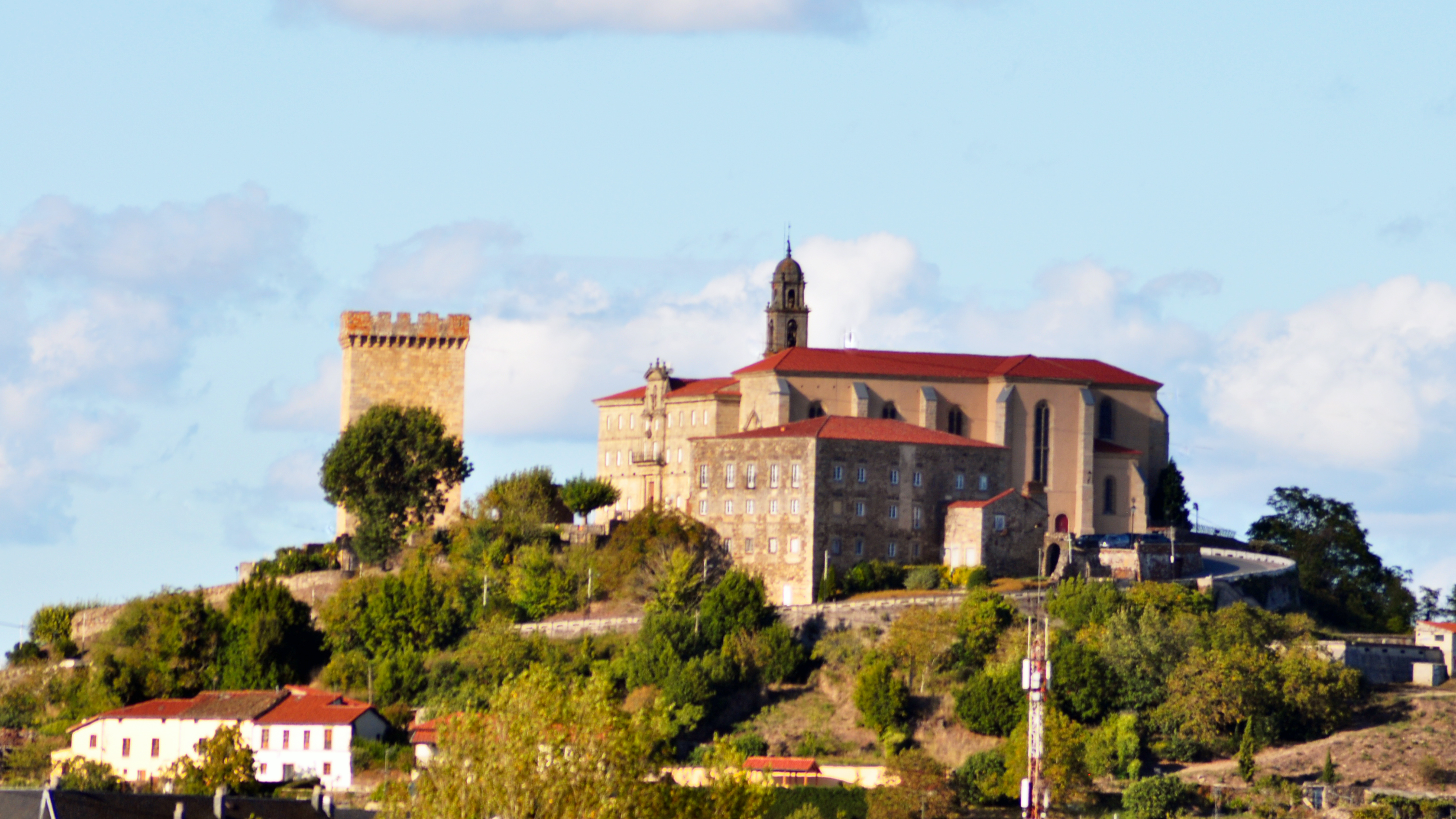
Conjunto monumental de San Vicente, formado por el monasterio de San Vicente del Pino, la torre del homenaje y el Pazo de los Condes de Lemos.

Situado en lo alto del monte que da nombre a la ciudad, su origen no se conoce con certeza debido a la pérdida de los escritos del monasterio primitivo en un gran incendio que lo devastó en el siglo XI, aunque podría remontarse al siglo IX. Sus construcciones actuales, sin embargo, datan de los siglos XVI, XVII y XVIII. Tanto la fachada como el claustro de la plaza del edificio son neoclásicos. La iglesia del monasterio es gótica de transición, aunque la puerta es renacentista. Destacan sus bóvedas, el coro con órgano de estilo barroco y un bajorrelieve de origen románico. En la actualidad, parte del antiguo edificio del monasterio alberga el Parador de Turismo de la ciudad.
Torre del homenaje
La torre del homenaje fue construida entre los siglos XIII y XV. Durante la Revuelta Irmandiña (1467-1469), tanto la torre como la muralla medieval sufrieron daños importantes, y una vez finalizados los enfrentamientos fueron reconstruidas. La torre, que era el lugar donde se celebraban las ceremonias del homenaje (ritual de unión del señor y el vasallo), conserva su altura de 30 m, con muros de 3 m de grosor y 13 m de lado.
Pazo de los condes de Lemos
Construido en el siglo XVI, fue la residencia señorial de los condes de Lemos, una de las familias nobles más importantes de España. En el siglo XVII sufrió un devastador incendio y tuvo que ser reconstruido. Actualmente, alberga parte de las dependencias del Parador de Turismo, junto con el monasterio de San Vicente.
Colegio de Nuestra Señora de la Antigua

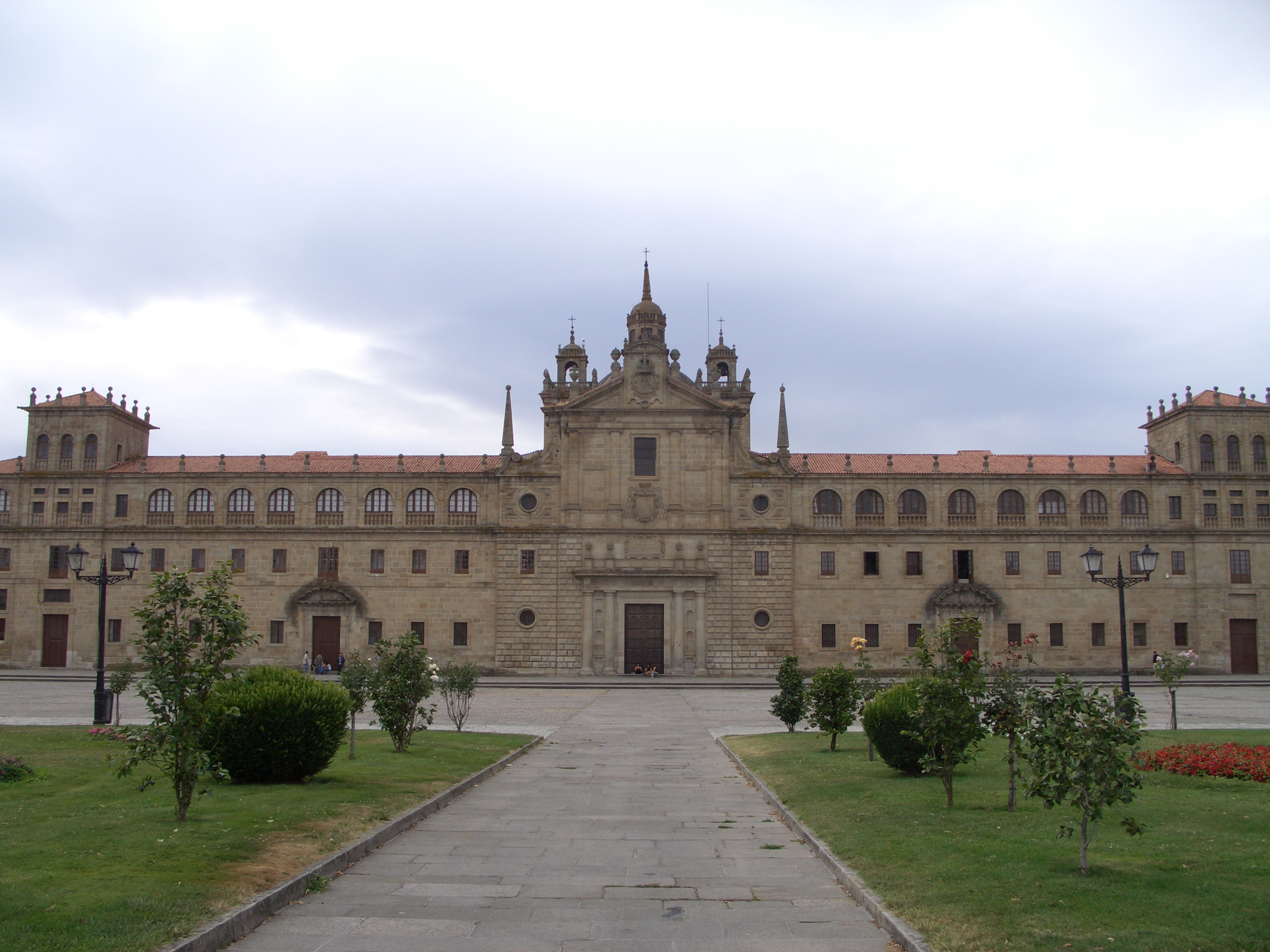
Fachada principal del Colegio de Nuestra Señora de la Antigua, en el Campo de la Compañía.

Es un edificio de estilo herreriano, construido entre los siglos XVI y XVII, conocido popularmente como "el Escorial gallego", por su similitud con su homónimo madrileño. Cuenta con dos alas simétricas y una iglesia en el centro, de la que hay que destacar su cúpula acabada en linterna. Su construcción se inició en 1593, bajo las órdenes del cardenal Rodrigo de Castro, que da nombre a una de las principales calles de la ciudad. Actualmente, alberga el colegio de los Padres Escolapios y unha pinacoteca con obras de importantes artistas como El Greco. Está situado en el Campo de la Compañía.
Judería y burgo medieval
Monforte pertenece, junto con otras veinticinco ciudades españolas y portuguesas, a la Red Española de Juderías, por estar ligada a su historia la cultura sefardí. Aunque los judíos vivían mezclados con la poboación local, habitaban en la zona entre las calles Zapaterías, Falagueira, Pescaderías y la actual plaza de España. En el mismo barrio se encuentran el convento de la Régoa, la antigua cárcel y parte de las murallas medievales.
Puente Viejo

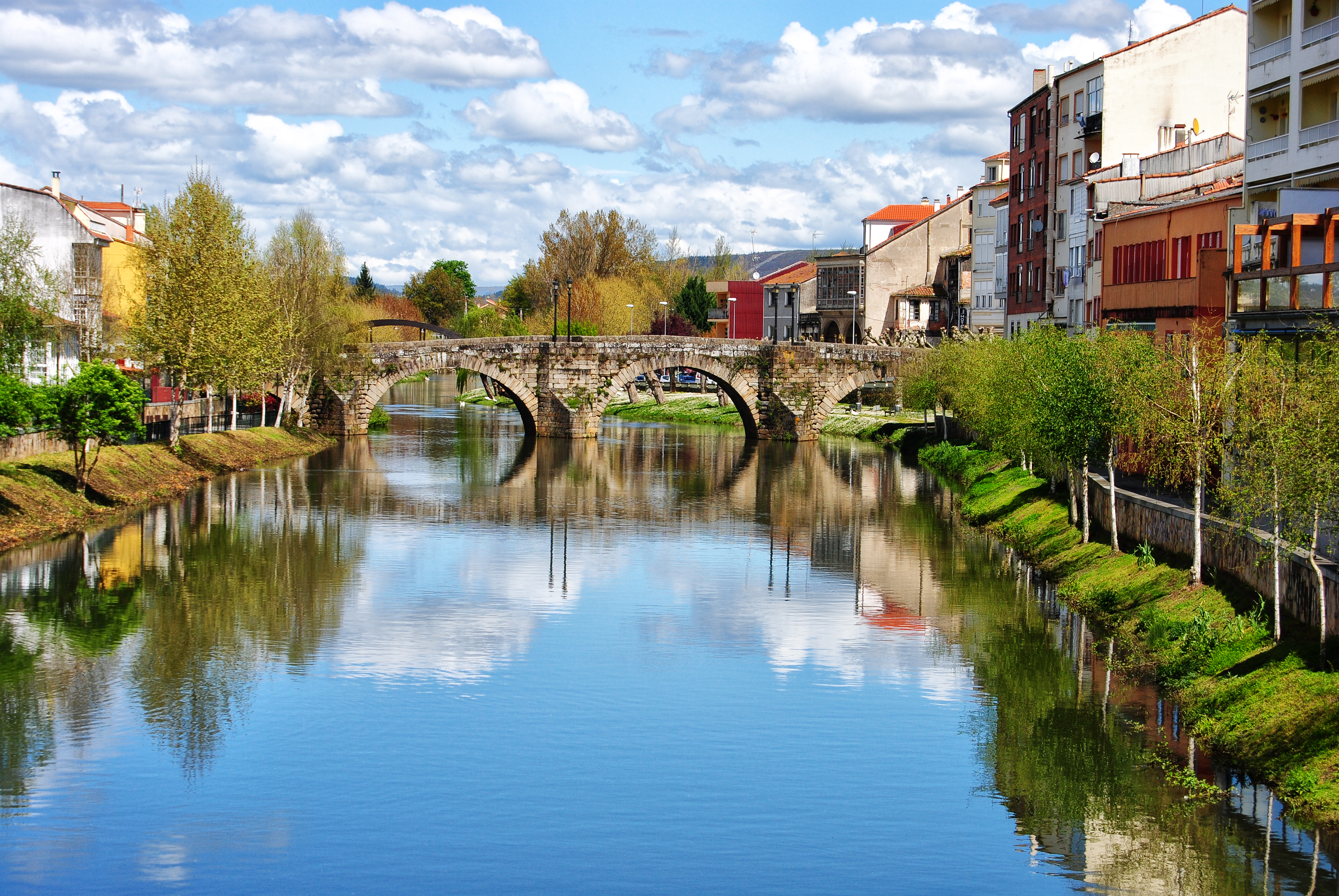
Puente Viejo sobre el Cabe, en el centro de Monforte.

Según la tradición, este puente de la ciudad es de origen romano, aunque el actual fue edificado a finales del siglo XVI por el maestro Pedro Rodríguez Remberde. Está formado por seis arcos semicirculares, dos de ellos cubiertos en reformas posteriores. En los arcos centrales se pueden leer varias marcas del cantero. El puente recibe el nombre de “viejo” en contraposición a otro puente importante de la ciudad construido en el siglo pasado y conocido como Puente Nuevo. Desde él, se puede acceder a los paseos fluviales de las riberas del Cabe.
Pazo de Tor
Situado en un cerro en la parroquia de Tor, es de estilo barroco y data del siglo XVIII, aunque conserva algún vestigio anterior. Según los documentos, su origen se remonta al siglo IX. Se relacionó con varios linajes, como los Garza, Quiroga, Losada, Sarmiento o Taboada. Es uno de los pocos pazos de Galicia que conserva todo su mobiliario y objetos. Además, alberga una completa biblioteca.

## Cultura

### Museos y exposiciones
- Museo de Arte Sacro de las Clarisas: su colección lo convierte en el museo más destacado de la ciudad y en uno de los más importantes de España en arte sacro. Los VII condes de Lemos y vicerreyes de Nápoles, que fundaron el convento en el siglo XVII, donaron parte de su colección particular.
- Pinacoteca de los Escolapios: pinacoteca de pequeñas dimensiones situada en el colegio de Nuestra Señora de la Antigua que destaca por el valor de las obras que guarda. Las dos obras de mayor importancia son del Greco: San Francisco de Asís y el hermano León y la Aparición de la Virgen a San Lorenzo. También cuenta con cinco tablas de Andrea del Sarto, un retrato de Francisco Pacheco y dos óleos de la escuela compostelana.

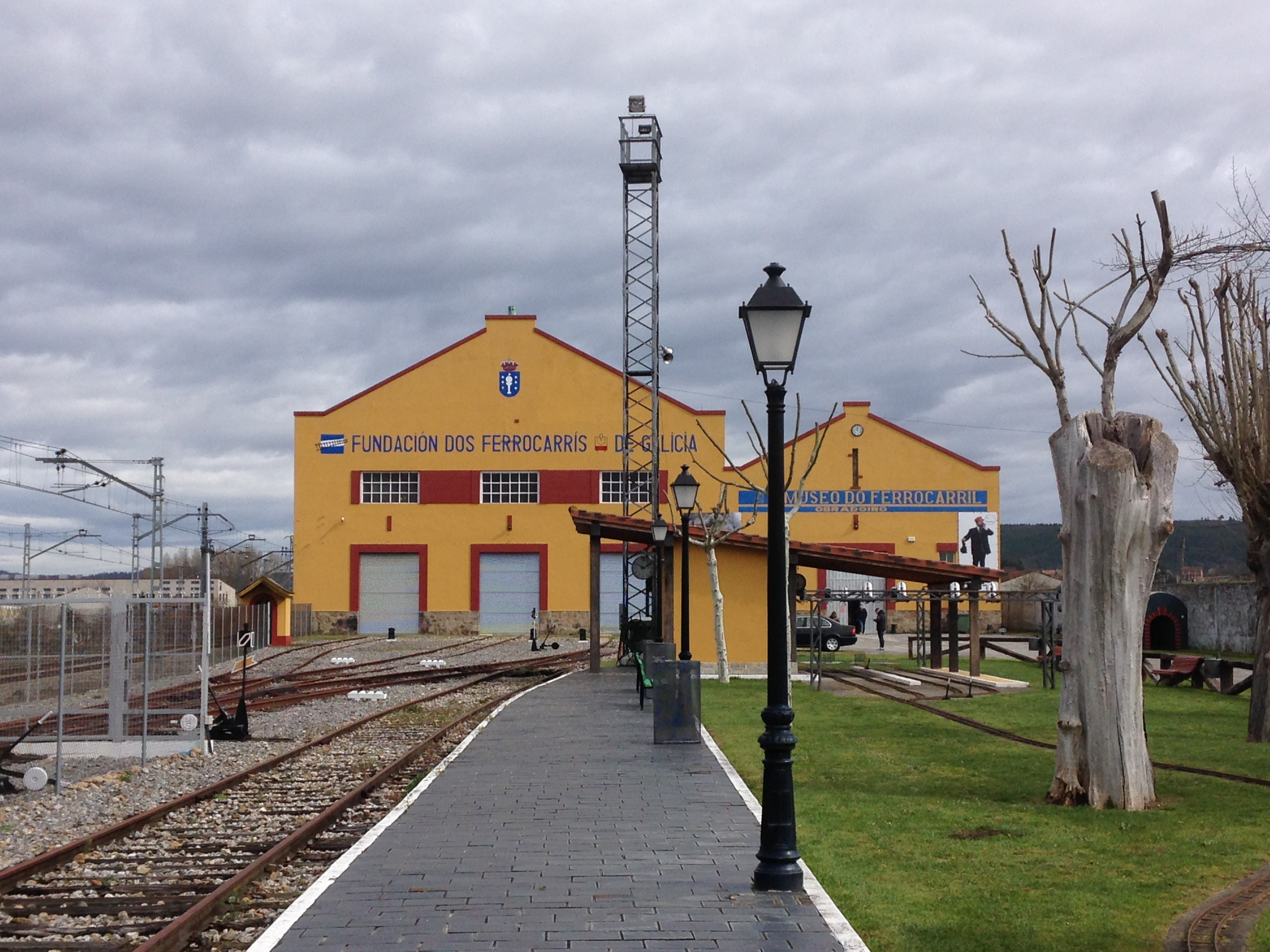
Exterior del Museo del Ferrocarril de Galicia.

- Museo del Ferrocarril de Galicia: inaugurado en 2007, es el único museo ferroviario que existe en Galicia y está situado en las antiguas instalaciones que albergaron en su día uno de los depósitos de tracción vapor más importantes del norte de España. En él encobtramos varios coches y locomotoras históricas.
- Centro del Vino de la Ribeira Sacra: cuenta con una exposición sobre el vino y la tradición de su cultivo en la zona. También tiene unha sala de catas, tapería y una tienda con casi todos los vinos de la Denominación de Origen Ribeira Sacra. El museo se inauguró en 2009, en un edificio construido como hospital en 1583.
- Galería Sargadelos: en ella exponen vajillas, figuras y joyas de porcelana dura producidas por Sargadelos en sus factorías en el norte de Galicia.
- Museo de Casas de Muñecas: inaugurado en 2016 en el edificio de viajeros de la estación de tren.

### Festividades
- Fiestas patronales: se celebran del 11 al 16 de agosto en honor de la patrona de la ciudad, la Virgen de Montserrat. Destacan en estas fiestas los fuegos artificiales del castillo el 15 de agosto, los fuegos artificiales del río el 16 de agosto (durante años no se realizaron por motivos de seguridad, pero se ha retomado la tradición en el año 2015), los conciertos en el Campo de la Compañía, el domingo gaiteiro y la procesión. Hasta el año 2000 se celebraba también un desfile de carrozas.
- Renovación del Voto: se celebra el martes de Pascua. Consiste en la renovación del voto por parte del alcalde y del pueblo en general a la patrona, la Virgen de Montserrat. Destacan la misa de renovación del voto, la procesión y la bendición de los campos.
- Patronales pequeñas: se celebran en honor a San Antonio en el mes de junio. Destaca la procesión de los panes.
- San Blas: se celebra el 3 de febrero. Los fieles acuden con cintas que son bendecidas tras la misa y que se pasan alrededor del cuello de San Blas para estar protegidos contra los males de la garganta. La misa más multitudinaria tiene lugar a las 11 de la mañana.
- Entroido: destacan el desfile de comparsas y carrozas del martes de Entroido y el miércoles de Ceniza con el tradicional Entierro de la Sardina. También se celebran el jueves de compadres y el jueves de comadres.
- Semana Santa:
  - Procesión del Domingo de Ramos en la parroquia del Sagrado Corazón y Virgen del Carmen de A Estación.
  - Destaca la hermosa procesión del Cristo Yacente, de Gregorio Fernández que parte del Convento de Madres Clarisas a las 8:30 de la mañana de Viernes Santo, mientras se reza el Vía Crucis hacia la actual parroquia de San Antonio, y su regreso al convento a las 19:20 de la tarde rezando el Vía Crucis.
  - Procesión del Divino Ecce Homo y Nuestra Señora de los Dolores, y sus cofradías, que se celebra el Viernes Santo, en los exteriores de la iglesia conventual de Nuestra Señora da Antiga, al término de los Oficios propios de Viernes Santo contando con numerosa asistencia.
  - Procesión de la patrona, Nuestra Señora de Montserrat el martes de Pascua, desde la iglesia parroquial conventual de San Vicente del Pino, contando con numerosos fieles, ya que es festivo local.
  - Vigilia Pascual, el Sábado Santo, celebrada a las 23:00 en las iglesias: PP. Escolapios, MM. Clarisas, Santa María de A Régoa, y Sagrado Corazón de la Estación, con procesión del fuego, y bendición del agua, velas y asistentes y reparto del agua bendita para los hogares.
- Romería de San Mateo: se celebra el 21 de septiembre en la parroquia de Parte.
- Fiestas del Río: de reciente creación, se celebran el último fin de semana de julio.
- Os Maios: en mayo.
- Feria Medieval: se celebra el Sábado Santo y Domingo de Resurrección.
- Fiestas de la Judería: se celebran el primer fin de semana de septiembre.
- Fiestas en los barrios:
  - En el barrio de A Estación, en honor a la Virgen del Carmen el 16 de julio.
  - En el barrio de Os Chaos, en honor a San Juan el 23 y 24 de junio.
  - En el barrio de Ramberde, en honor a Santa Lucía, el 13 de diciembre.
  - En el barrio de Carude, en honor a San Lázaro se celebra antes de Semana Santa.
  - En el barrio de Rioseco, en honor a la Ascensión, el domingo de la solemnidad de la Ascensión.
  - En el barrio de San Pedro, en honor al mismo santo, el 29 de junio. Destaca la misa en la capilla de San Pedro.
  - En el barrio de Malvarón, fiesta de Santa Gema, el 16 de mayo. Destaca la novena en honor a la patrona, la procesión y la bendición de las rosas en la capilla de las Casas Baratas.
  - En el barrio de O Morín, en honor a San José, el 19 de marzo. Actualmente no se celebra.
  - En el barrio de A Florida, romería de Santa Eufemia, el 16 de septiembre. Se celebraba en el Santuario del Campo de la Virgen, donde antiguamente, ya desde el siglo XVI, se ubicaba la ermita de Nuestra Señora de los Campos, hoy desaparecida. En ella se encuentra un Santuario construido por el Ayuntamiento y en donde se venera una imagen de Nuestra Señora de Montserrat, realizada en piedra por un escultor del barrio monfortino de A Estación. Ese día los vecinos subían con sus burros, en carros o andando y se comían las tradicionales empanadas de paxaras, pulpo, carne, y abrían las bodegas que estaban alrededor de la ermita, excavadas en la montaña. Esta romería, que tenía una afluencia de gente muy importante, se celebró hasta comienzos del siglo XX.

### Deporte

#### Instalaciones deportivas
Las instalaciones más importantes de la ciudad se concentran en el complejo de A Pinguela. Cuenta con el campo municipal de A Pinguela, donde juega sus partidos como local el Club Lemos y que dispone también de pistas de atletismo. Además, el complejo cuenta con piscina climatizada y pabellón polideportivo.
Hay además otro campo de fútbol municipal, el Luis Bodegas. Hay también dos pistas polideportivas, una en el Campo de la Compañía y otra en la calle Doctor López Suárez.

#### Entidades deportivas y deportistas
El fútbol tiene una gran tradición en Monforte y el principal equipo de la ciudad es el Club Lemos, fundado en 1923. Llegó a disputar 51 temporadas en tercera división, siendo uno de los históricos de la categoría, aunque en la última década ha jugado en categorías regionales. En fútbol base destacan el Club Polideportivo Calasancio y el Club de Fútbol Monforte. También hay un equipo de fútbol femenino, el ADC Monte Forte.
Sin embargo, el equipo más exitoso de la ciudad fue la Agrupación Deportiva A Pinguela, que llegó a competir en la máxima categoría del voleibol español en categoría femenina, la Superliga, y que conquistó el título de la segunda categoría en 2009, año en el que consiguió el subcampeonato de la Copa de la Princesa. El equipo se fundó en 1987 y se disolvió en 2013 por la crisis económica y la falta de jugadoras locales.
Individualmente destacan los atletas Saleta Fernández, campeona de España de salto de altura, y Jairo Salgueiro, campeón de España paralímpico en salto de longitud y 100 m lisos. En piragüismo destacan los campeones de España Andrés Saco, Marcos González y Manuel Freire. En taekwondo destaca Álex Losada, campeón de España en varias ocasiones.